# Sudcargos
Sudcargos est une entreprise marseillaise appartenant à CMA-CGM depuis 2005, la fusion est effective depuis le mois de novembre 2006. Auparavant, elle était détenue par Delmas (filiale du groupe Bolloré) et par la SNCM, chacune ayant 50 % des parts.
Sudcargos est une compagnie de transport maritime desservant l'Algérie, le Maroc et la Tunisie.